# Michaił Cereteli
Michaił Cereteli, gruz. მიხეილ წერეთელი, ros. Михаил Церетели, niem. Michael von Zereteli (ur. 23 grudnia 1878, zm. 2 marca 1965 w Monachium) – ambasador Demokratycznej Republiki Gruzji w Szwecji i Norwegii, emigracyjny historyk, filolog, wykładowca akademicki, pisarz i publicysta, działacz narodowy.

## Życiorys
Pochodził z rodu książęcego. W 1911 ukończył studia na Uniwersytecie Ruprechta i Karola w Heidelbergu. W 1912 napisał po gruzińsku pracę naukową pt. Шумерский и грузинский. Był autorem licznych artykułów w prasie naukowej dotyczących historii Kaukazu i Gruzji. W 1913 uzyskał tytuł doktora historii. W latach 1914–1918 wykładał historię na Uniwersytecie w Berlinie. Opublikował po niemiecku kolejne prace pt. Georgien und der Weltkrieg i Rassen- und Kulturprobleme des Kaukasus.
Jednocześnie był jednym z przywódców Komitetu Niezawisłości Gruzji. Opowiadał się za ideą konfederacji kaukaskiej. W 1917 nielegalnie przedostał się do Gruzji, gdzie prowadził rozmowy z liderem gruzińskich mienszewików, Noe Żordanią. Po proklamowaniu Demokratycznej Republiki Gruzji pod koniec maja 1918 został ambasadorem w Szwecji i Norwegii. Od 1919 był profesorem Uniwersytetu w Tyflisie. Należał do Gruzińskiej Partii Narodowo-Demokratycznej.
Po zajęciu Gruzji przez wojska bolszewickie pod koniec lutego 1921 wyjechał do Turcji, a po kilku latach do Belgii. Do 1933 wykładał jako profesor uniwersytetu w Brukseli, a następnie uniwersytetu berlińskiego. W 1924 w Stambule wyszła jego książka pt. Страна хеттов, её народы, языки, история и культура. Na przełomie lat 30. i 40. był przewodniczącym Gruzińskiego Komitetu Narodowego w Paryżu. Wiosną 1942 brał udział w konferencji w berlińskim hotelu Adlon. Po zakończeniu II wojny światowej mieszkał w Monachium. Działał w różnych gruzińskich organizacjach emigracyjnych, w tym w Gruzińskim Komitecie Narodowym. W 1955 przetłumaczył na niemiecki poemat Szoty Rustawelego pt. Rycerz w tygrysiej skórze.
26 października 2013 pośmiertnie został odznaczony orderem Narodowy Bohater Gruzji.